# Марсейлз (Огайо)
Марсейлз (англ. Marseilles) — селище (англ. village) в США, в окрузі Ваяндот штату Огайо. Населення — 93 особи (2020).

## Географія
Марсейлз розташований за координатами 40°42′4″ пн. ш. 83°23′32″ зх. д. / 40.70111° пн. ш. 83.39222° зх. д. (40.700973, -83.392342).  За даними Бюро перепису населення США в 2010 році селище мало площу 0,25 км², уся площа — суходіл.

## Демографія
Згідно з переписом 2010 року, у селищі мешкало 112 осіб у 45 домогосподарствах у складі 31 родини. Густота населення становила 443 особи/км².  Було 52 помешкання (206/км²).
Расовий склад населення:
| - 99,1 % — білих - 0,9 % — корінних американців |

До двох чи більше рас належало 0,0 %. Частка іспаномовних становила 0,0 % від усіх жителів.
За віковим діапазоном населення розподілялося таким чином: 29,5 % — особи молодші 18 років, 56,2 % — особи у віці 18—64 років, 14,3 % — особи у віці 65 років та старші. Медіана віку мешканця становила 40,0 року. На 100 осіб жіночої статі у селищі припадало 103,6 чоловіків;  на 100 жінок у віці від 18 років та старших — 92,7 чоловіків також старших 18 років.
Середній дохід на одне домашнє господарство  становив 48 239 доларів США (медіана — 45 694), а середній дохід на одну сім'ю — 53 451 долар (медіана — 47 083). За межею бідності перебувало 16,1 % осіб, у тому числі 20,0 % дітей у віці до 18 років та 12,5 % осіб у віці 65 років та старших.
Цивільне працевлаштоване населення становило 76 осіб. Основні галузі зайнятості: виробництво — 47,4 %, освіта, охорона здоров'я та соціальна допомога — 19,7 %, науковці, спеціалісти, менеджери — 9,2 %, роздрібна торгівля — 5,3 %.